# Ammann Group

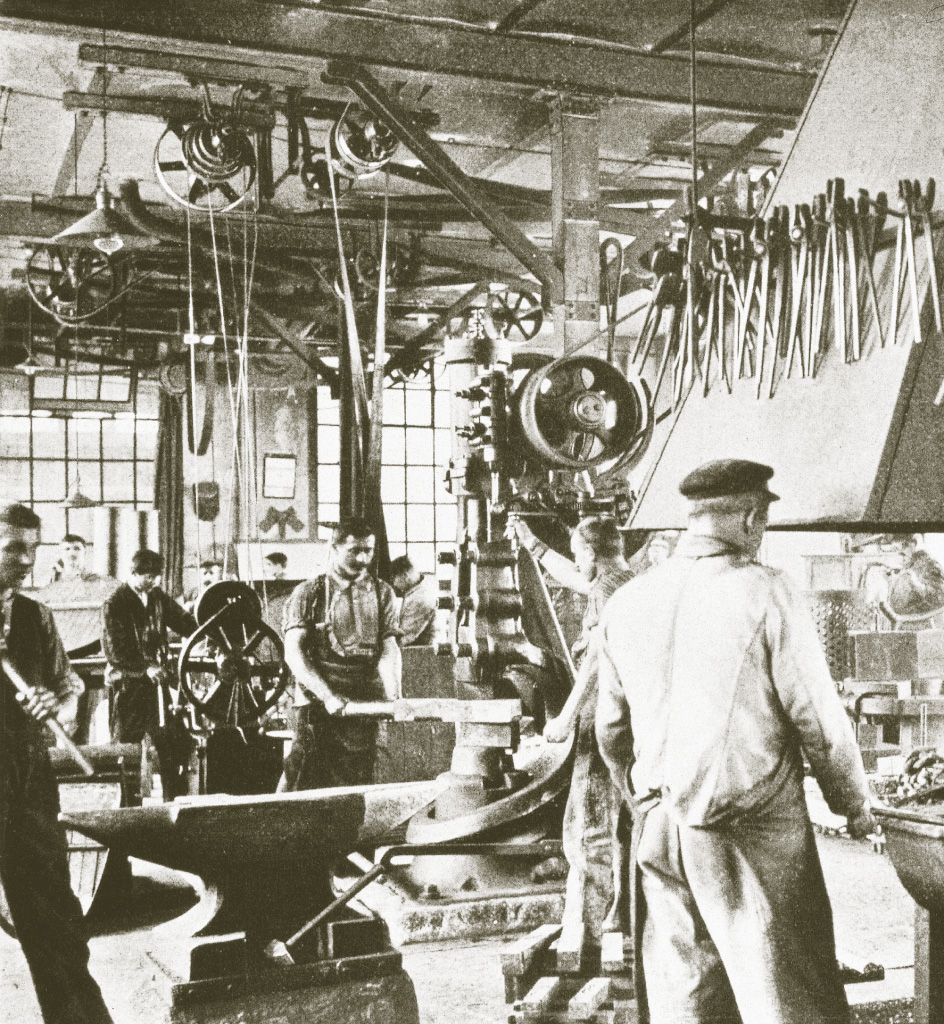
Erste Produktionswerkstätte in Madiswil

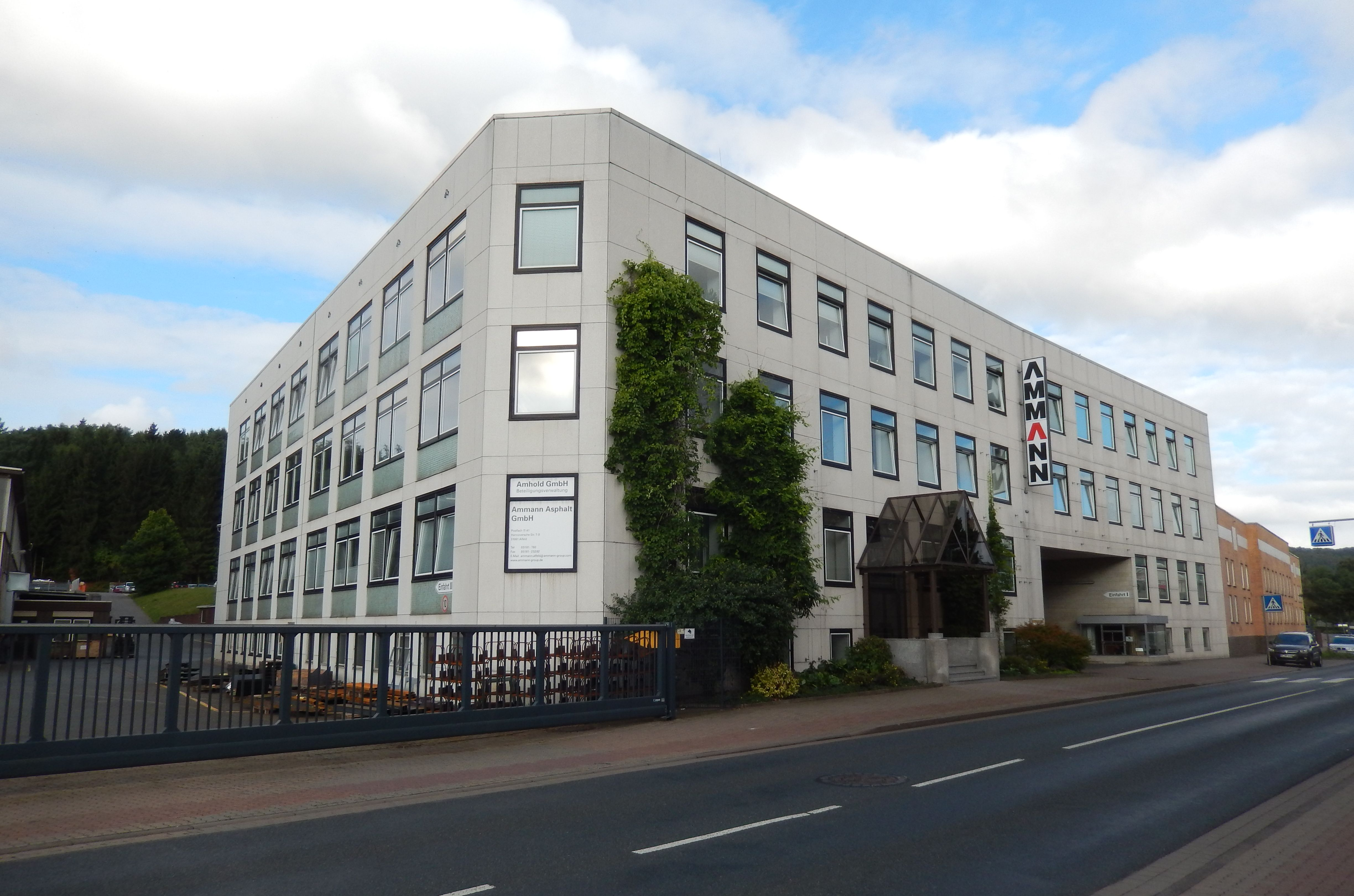
Verwaltungsgebäude der Ammann Asphalt GmbH in Alfeld (Leine)

Die Ammann Group Holding AG (Eigenschreibweise: ΛMMΛNN) ist ein Schweizer Baumaschinenhersteller, der sich auf die Produktion und Vermarktung von Mischanlagen, Maschinen und Dienstleistungen für die Bauindustrie, mit Fokus auf den Strassenbau, konzentriert.
Die Unternehmensgruppe beschäftigt rund 3000 Mitarbeiter und erwirtschaftete 2020 einen Umsatz von 900 Mio. CHF. Seit der Gründung befindet sich Ammann im Familienbesitz und wird heute unter der Leitung von Hans-Christian Schneider (CEO) und Christoph Lindenmeyer (Verwaltungsrats-Präsident) als Nachfolger des in den Bundesrat gewählten Johann Schneider-Ammann von Vertretern der fünften und sechsten Generation geführt. Der Konzern hat seinen juristischen Sitz in Bern, der Hauptsitz befindet sich jedoch in Langenthal.

## Geschichte
Im Jahr 1869 gründete Jakob Ammann in der Schweiz eine eigene Werkstatt und weitete die Produktpalette in den Folgejahren kontinuierlich aus. 1911 entwickelte Ammann die erste Motorstrassenwalze. Nach dem Ersten Weltkrieg, 1931, wurden schliesslich die ersten Schritte ins Ausland getätigt und noch im gleichen Jahr unterzeichnete Ammann einen Vertretungsvertrag mit Caterpillar für die Schweiz.
1984 übernahm Ammann in Deutschland die Konkursmasse der Alfelder Eisenwerke und produziert an deren Standort noch heute Asphaltmischanlagen. Des Weiteren kaufte Ammann in Deutschland das Unternehmen Duomat (Hersteller von leichten Verdichtungsgeräten) aus der Konkursmasse der 1983 insolventgegangenen IBH-Holding. Im Jahr 1989 wurde das Joint-Venture-Unternehmen Ammann-Yanmar in Frankreich zur Herstellung von Kompaktbaggern gegründet. Sechs Jahre später übernahm Ammann den deutschen Grabenwalzenhersteller Rammax. Im Jahr 2005 startete am neuen Standort in Shanghai die Produktion von Asphaltmischanlagen. Im gleichen Jahr wurde die tschechische Stavostroj übernommen, welche schwere Tandemwalzen produziert.
Im Dezember 2023 verkündete die Ammann Group, dass sie die Sparte ABG Straßenfertiger in Hameln von der Volvo CE übernehme.

## Produktionsstandorte
Ammann produziert an folgenden neun Standorten:
- Brasilien, Gravataí
- China, Shanghai
- Deutschland, Alfeld (Leine) und Hameln
- Deutschland, Ettlingen
- Deutschland, Hennef
- Indien, Ahmedabad
- Italien, Verona
- Schweiz, Langenthal
- Tschechien, Nové Město nad Metují

## Unternehmensbereiche
Ammann ist Hersteller von Asphaltmischanlagen und produziert diese seit über 100 Jahren. Patentiert sind die Asphaltmischanlagen seit dem Jahre 1908. Bis heute wurden weltweit mehr als 2850 Anlagen abgesetzt. Zudem produziert Ammann auch Betonmischanlagen und ist in der Aufbereitungstechnik tätig. Diese umfasst die Bereiche Kies- und Schotterwerke sowie die Klassier-, Förder- und Klärtechnik. Neben Anlagen für die Baustoffherstellung und Baustoffaufbereitung werden von Ammann auch leichte und schwere Verdichtungsgeräte und Straßenfertiger hergestellt.

## Abbildungen

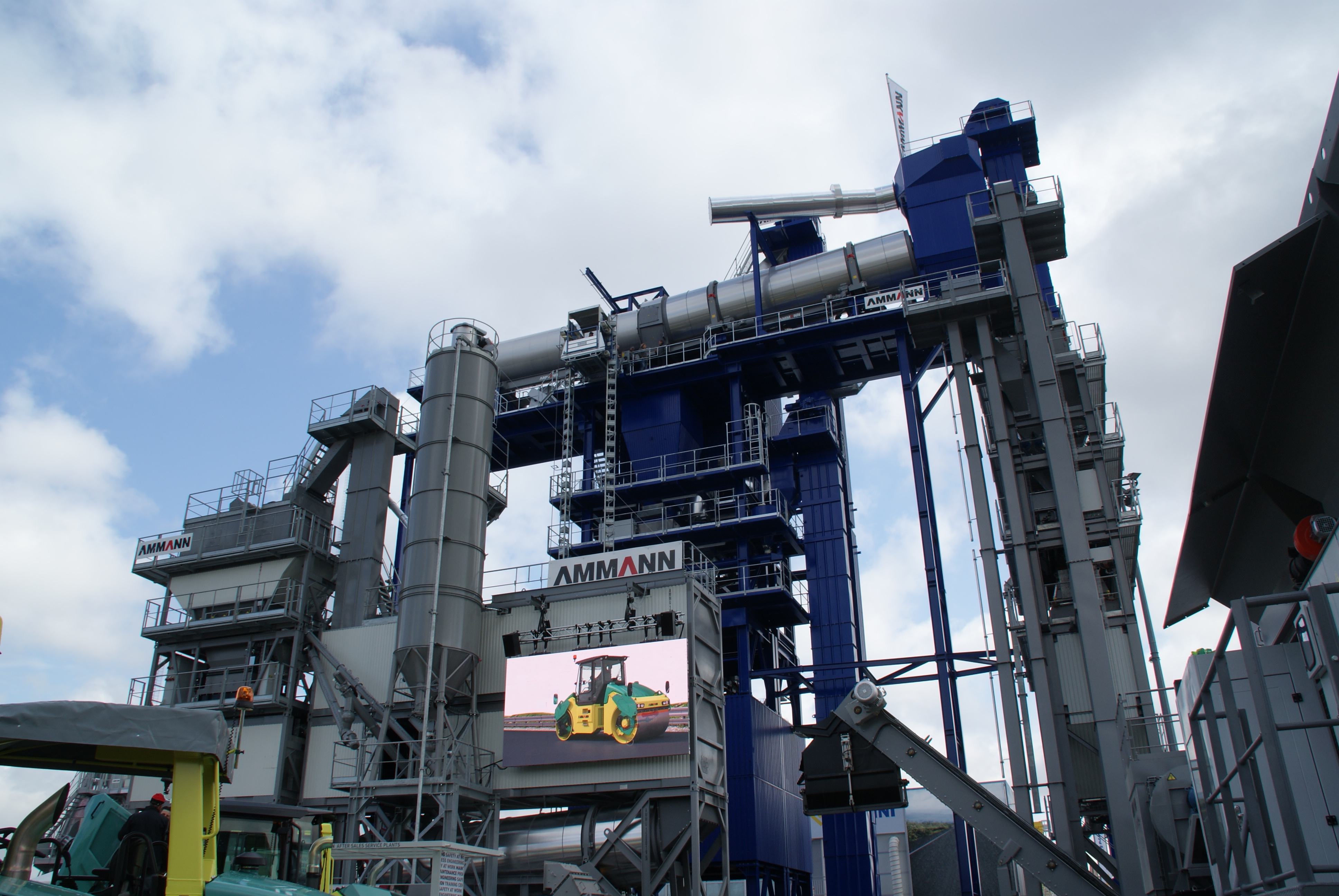
Asphaltmischanlage
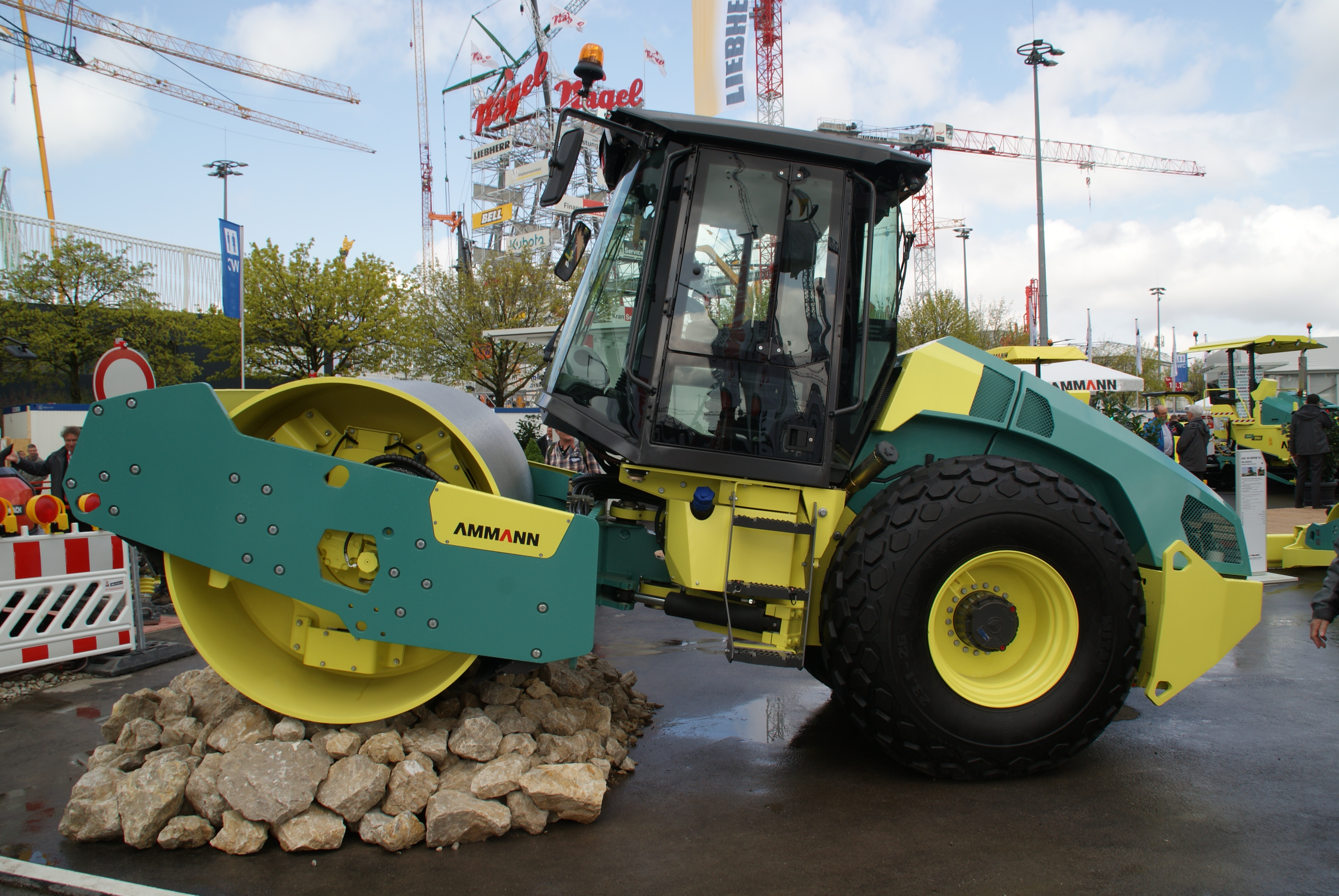
Walzenzug
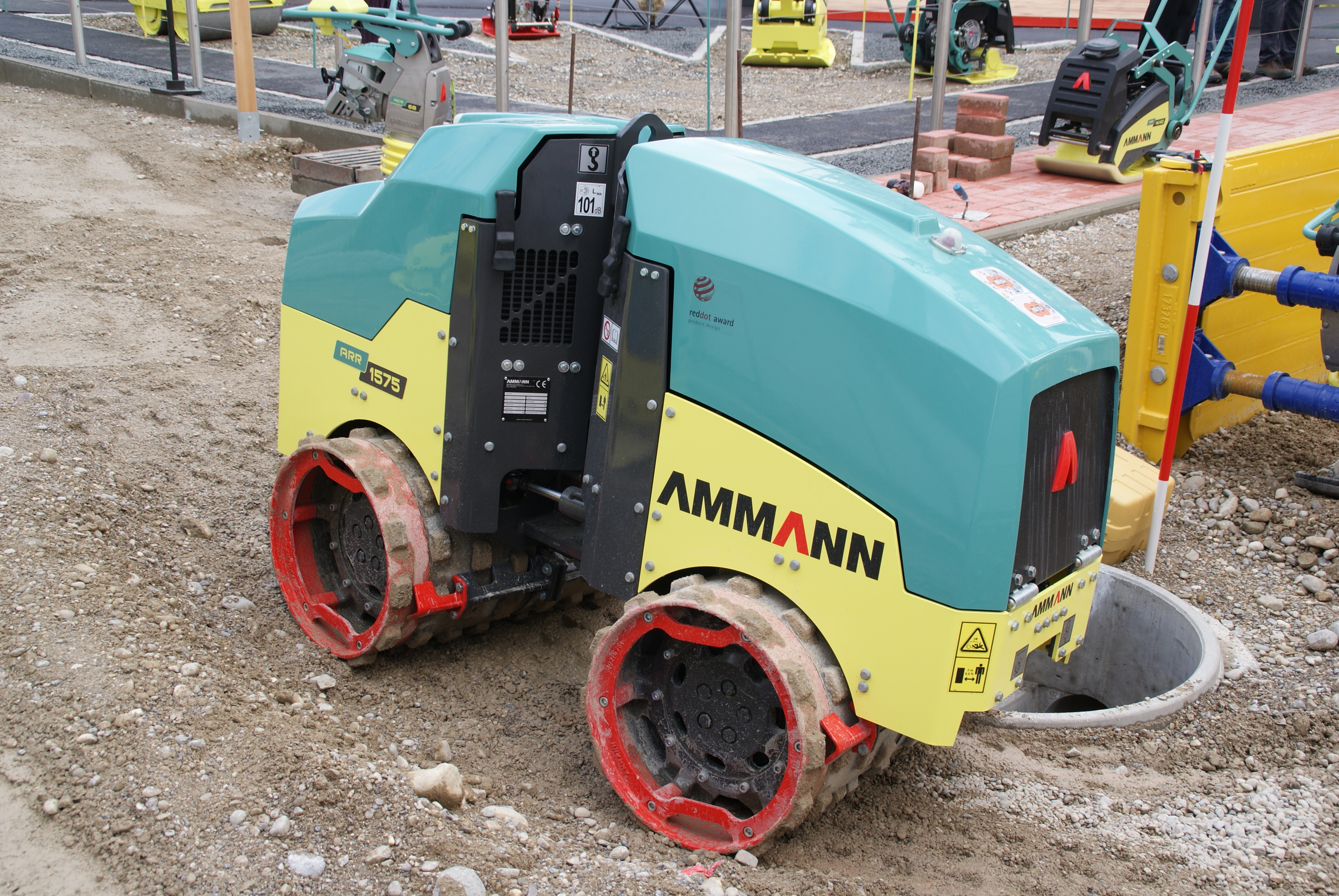
Grabenwalze
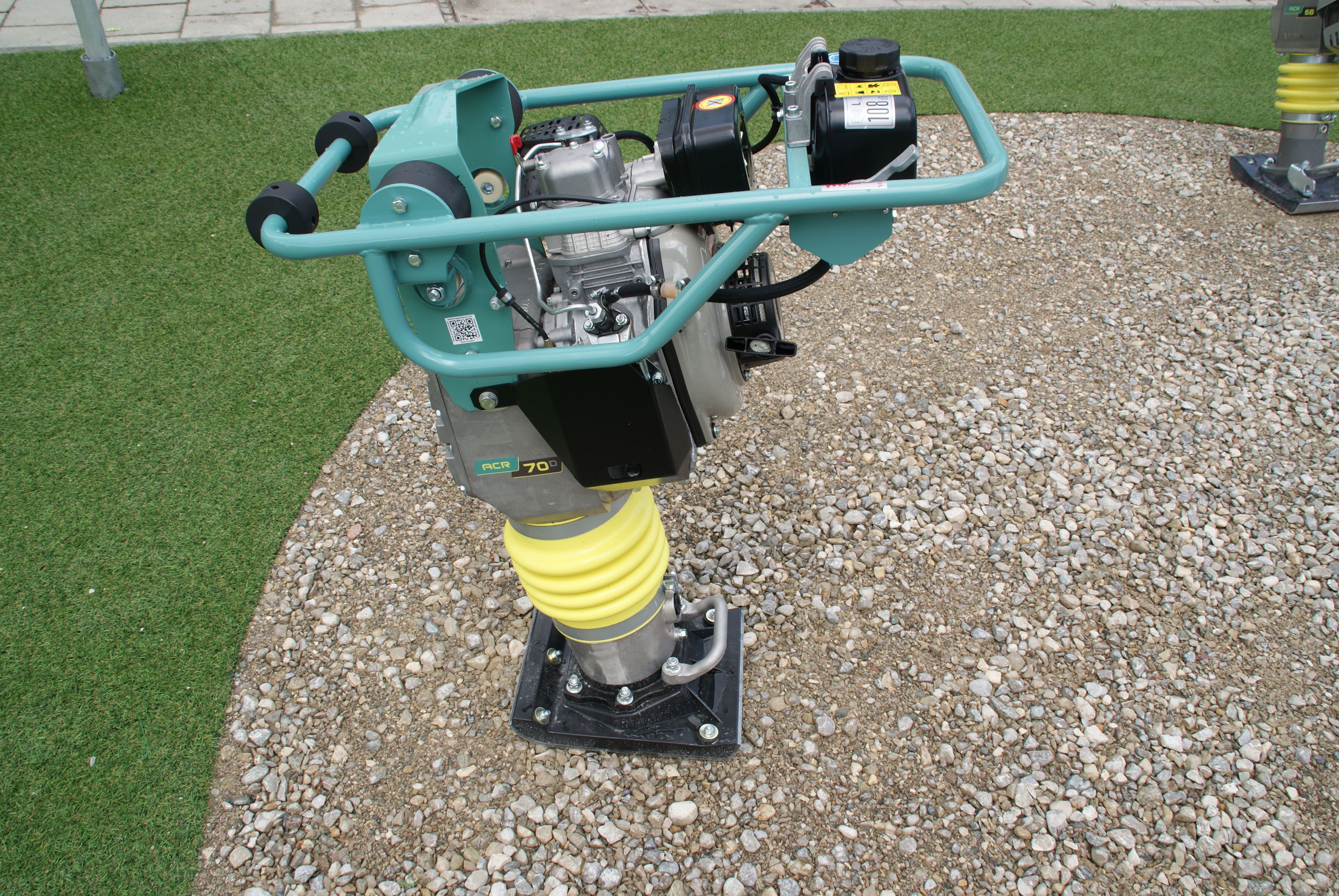
Vibrationsstampfer